# Jorge Arvizu
Jorge Isaac Arvizu Martínez, también conocido como "El Tata" Arvizu (Celaya, 23 de julio de 1932 - Ciudad de México, 18 de marzo de 2014), fue un actor mexicano. Su apodo proviene de "El Tata", uno de sus personajes, el cual apareció en la serie de televisión Mis huéspedes, con María Victoria.
Se distinguió por su labor de doblaje desde las décadas de 1950 y 1960, realizando todo tipo de voces en dibujos animados y series para televisión, además de ser actor cómico, productor y escritor de teatro, televisión y cine. Su talento es reconocido en los países latinoamericanos donde se conoce su trabajo, principalmente en el ramo del doblaje de voces.
Fue hermano del actor y traductor de doblaje Rubén Arvizu, tío de la actriz de doblaje Vanessa Arvizu y tío abuelo del actor de doblaje Mario Arvizu.

## Trayectoria
Jorge Arvizu nació en Celaya, Guanajuato. Se ganó su mote de "El Tata" a finales de la década de 1970, cuando apareció con un personaje regular en La Criada Bien Criada, donde interpretaba a un anciano, vecino de la protagonista, María Victoria, retomándolo posteriormente en La carabina de Ambrosio y en el programa Mis Huéspedes.
Primera figura del doblaje, principalmente en la televisión mexicana, al prestar su voz a gran cantidad de personajes de dibujos animados, por ejemplo las voces de Súper Ratón y Las Urracas Parlanchinas, y varios de las series Merrie Melodies y Looney Tunes, de Warner Bros. (presentadas en algunos países, por ejemplo México, como Fantasías animadas de ayer y hoy), con personajes como Bugs Bunny y el Pato Lucas. También interpretó a Popeye el Marino de King Features, y personificó a Pepe Trueno y Huckleberry Hound en las versiones de 1961 y 1962.
Pero su gran éxito (por el cual aún se le reconoce a nivel internacional) fue al interpretar la voz de Pedro Picapiedra en Los Picapiedra. También entre sus muchas voces de personajes animados están Canito en Canuto y Canito, el Pájaro Loco, el Gato Félix, Mr. Magoo y personajes de la serie Don Gato y su Pandilla, como Benito Bodoque y Cucho, al lado de actores como los ya fallecidos Víctor Alcocer y Julio Lucena. 
Además, llevó protagónicos (con su voz) en decenas de otras caricaturas realizadas por Hanna-Barbera incluyendo Los Supersónicos, Maguila Gorila, Los 4 Fantásticos (como el malvado Doctor Doom), El Show de los Banana Split, Scooby-Doo, Wheelie el astuto y Mandibulín, así como las voces de Ringo Starr y George Harrison en la serie animada de Los Beatles, realizada por Al Brodax. Dobló al personaje de Michael Corleone, interpretado por Al Pacino, en la película El padrino, en el primer doblaje mexicano, de los tres que tiene dicha cinta.
También prestó su voz para las versiones en español de series de televisión, como Maxwell Smart en El Superagente 86, el Tío Lucas en Los Locos Adams, y la voz del robot en Perdidos en el espacio. También interpretó al Pingüino en la serie de Batman de los años 60 y en la serie animada del mismo personaje, entre otras.
A principios de la década de 1980, prestó su voz para el juguete 2-XL de la desaparecida marca Ensueño, un robot que "hablaba" de diferentes temas como deportes, monstruos, mitos y leyendas, etc. a través de cartuchos de 8 pistas en donde el robot hacía preguntas de opción múltiple y el jugador debía responder correctamente. Dependiendo de la respuesta, el robot felicitaba al jugador, se ponía triste o complementaba la respuesta con información adicional, todo ello con un particular sentido del humor.
Por otra parte, realizó trabajos de producción en cintas mexicanas como Cuestión de Honor (1993) y Los Ángeles de la Muerte (1995), además de escribir y participar en decenas de obras de teatro.
También fue el encargado de interpretar en varias producciones históricas mexicanas a Francisco I. Madero, como en la telenovela La Constitución con María Félix, y en la cinta Emiliano Zapata, protagonizada por Antonio Aguilar.
Se le considera uno de los grandes actores de voz en México, perteneciente a una generación de actores graduada de la estación de radio XEW, encabezada por Julio Lucena (Don Gato, Pablo Mármol), David Reynoso (varios personajes de Don Gato, en especial el oficial Matute y el sargento), Víctor Alcocer (Oficial Matute, Herman Munster, Kojack), Quintín Bulnés (Tiro Loco o QuickDraw McGraw), Sergio de Bustamante (el mayor Healey en Mi Bella Genio), José María Iglesias ("El Ratón") y Santiago Gil, entre otros.
Tuvo una participación estelar en el programa de comedia El privilegio de mandar (2005), donde desarrolló varios personajes.
En 1977, ya había intervenido en doblaje de anime, con el anime Tritón del mar (Umi no Toriton) como el narrador. Así mismo, participó en las series animadas de Cartoon Network El laboratorio de Dexter (haciendo la voz de un duende irlandés), y Las Chicas Superpoderosas (2001) (interpretando la voz de un villano anciano llamado Mente Maestra), y en las películas de Disney Pixar Cars, dando voz a Ramón, y Ratatouille, como el odioso Chef Skinner.
En 2008, su hermano Rubén Arvizu, el traductor adaptador de la serie original y de la nueva película, llegó a un acuerdo con Warner Brothers, para que Jorge doblara nuevamente a Maxwell Smart en la película El Súper Agente 86. Esto supuso una gran alegría para sus admiradores latinoamericanos, quienes añoraban el regreso de "El Tata" con uno de sus personajes más queridos. Las copias de cine de este filme fueron mayoritariamente dobladas y no subtituladas para el mercado latinoamericano; tan de importancia fue para el público que Arvizu regresara a interpretar a Maxwell Smart, que algunos de los pósteres de la película incluían un cintillo especial especificando que la cinta contaba "con la voz original del Tata Arvizu".
En 2010, el productor Fernando de Fuentes confirmó la participación de Jorge Arvizu como voz original en el doblaje de la nueva película de Warner Brothers, Don Gato y su pandilla, proyecto que se desarrolló en una casa productora en México.
Muchos desconocen su faceta como pintor y músico, realizando cuadros sobre pedido, además de conformar un grupo de jazz, teniendo su primera presentación en marzo de 2011 en Centro Nathán con la dirección musical de Rodrigo Escamilla. El 29 de mayo de 2011, se presentó con su propio conjunto, "TATA JAZZ", en Centro Nathán.

## Fallecimiento
Jorge Arvizu estuvo internado en terapia intensiva en el Hospital Ángeles Roma desde el 6 de enero de 2014 por complicaciones cardíacas severas. Falleció a los 81 años de edad, a las 0:12 del 18 de marzo de 2014 debido a una insuficiencia cardíaca severa y refractaria a tratamiento médico. Fue cremado el mismo día y sus cenizas trasladadas al estado de Guerrero. Su última voluntad fue ser cremado y después, ser llevado a Acapulco. "Allí vamos a esparcir sus cenizas", dijo su hija Karina Arvizu.

## Filmografía

### Cine y televisión
- Hasta que el dinero nos separe (2009-2010) — Isidoro Hernández
- Nikté (2009) — Guardián de Roca
- Hazme reír y serás millonario (2009) — Concursante
- Objetos perdidos (2007) — Varios personajes
- El privilegio de mandar (2005-2006) — Vocero
- La jaula (2004) — El Tata
- No Manches (2004) — Él mismo
- Órale primo (2003)
- Mujer, casos de la vida real (2003)
- La Parodia (2003) — Invitado
- Diseñador de ambos sexos (2001) — Don Regino (Capítulo 12: Mentiras piadosas)
- La hora pico (2001) — Invitado
- Carita de ángel — Anastasio (2000)
- Mujeres engañadas  (1999)
- La Güereja y algo más (1998)
- Soñadoras (1998)
- Metiche y encajoso III (1996)
- Las calenturas de Juan Camaney III (1996)
- Los cargadores (1995)
- Los ángeles de la muerte (1995) — Productor ejecutivo
- Hasta que la muerte los separe (1994) — Goyo
- Cuestión de honor (1993) — Productor ejecutivo
- El superman... Dilon (1993)
- Chantaje al desnudo (1992)
- Noches de ronda (1992) — Chino
- Cándido de día, Pérez de noche (1992) — Chanoy
- Dr. Cándido Pérez (1992) — Lim Piao "El Chino"
- El asesino del metro (1991) — Guionista
- Las travesuras del diablo (1991)
- Este vampiro es un tiro (1991)
- El lambiscon verde (1991)
- Las travesuras de Super Chi-do (1990)
- Metiche y encajoso II (1990)
- Las calenturas de Juan Camaney II (1989)
- El pichichi del barrio (1989)
- Las calenturas de Juan Camaney (1988)
- La carabina de Ambrosio (1982-1987) — Varios personajes
- El Show del Loco Valdés (1982-1984) — Distintos personajes
- Toda una vida (1981) — Francisco I. Madero
- Mis huéspedes (1980-1982) — El Tata
- Los supersabios (1978) — Panza / Solomillo
- La gran aventura del Zorro (1976)
- La mafia amarilla (1975)
- Pistolero del diablo (1974)
- Plaza Sésamo — José. Dueño de la tienda. (1972)
- Los indomables (1972)
- Los marcados (1971)
- Chico Ramos (1971)
- Emiliano Zapata (1970) .... Francisco I. Madero
- La Constitución (1970) .... Francisco I. Madero
- Faltas a la moral (1970)
- ¡Persíguelas y... alcánzalas! (1969)
- Cuernos debajo de la cama (1969)
- La criada bien criada (1969-1980) — El Tata
- La tormenta (1967) .... Francisco I. Madero
- La edad de piedra (1964) .... Voz de robot
- Las invencibles (1964)
- El gato con botas (1961) — Voz del Gallo
- Chistelandia, Vuelve chistelandia y La Nueva Chistelandia (1958) — Doblaje

### Doblajes

#### Películas

##### Cheech Marin
- Up in Smoke (1978) — Cheech / Dwayne 'Red' Mendoza
- Cheech y Chong: La Nueva Aventura (1980) — Pedro De Pacas

##### Otros
- El Bueno, el Malo, y el Feo (1966) — Tuco (Eli Wallach) / Padre Pablo Ramírez(Luigi Pistilli)
- Batman (1966) — El Pingüino (Burgess Meredith)
- Romeo y Julieta (1968) — Mercutio (John McEnery)
- Willy Wonka y la fábrica de chocolates (1971) — Willy Wonka (Gene Wilder) / Abuelo José (Jack Albertson)
- Atrapados sin salida (1975) — Randle Patrick McMurphy (Jack Nicholson)
- La Vida de Brian (1979) — Hombre greco (Terence Bayler)
- Superagente 86 (2008) — Maxwell Smart (Steve Carell)

#### Películas animadas
- La dama y el vagabundo (1955) — Pedro y Franz
- Los Supersabios (1978) — Panza y Científico
- Don Gato y su Pandilla en Beverly Hills — Benito y Cucho
- Cars (2006) — Ramón
- Ratatouille (2007) — Chef Skinner
- G-Force (2009) — Speckles el topo
- Nikté (2009) — El Guardián de Piedra
- Don Gato y su pandilla (2011) — Benito Bodoque y Cucho
- Cars 2 — Ramón

#### Series de televisión
- El túnel del tiempo (1966) — Algunos personajes
- Batman (1966) — El Pingüino (Burgess Meredith)
- Superagente 86 (1965-1970) — Maxwell Smart (Don Adams)
- Los Locos Addams (1964-1966) — Lucas Addams (Pat Thomas)
- Mi Bella Genio — Charlie (Falso Sr. Vaderhaegen) y Narrador (1.ª temporada)
- Plaza Sésamo — Beto y el Comegalletas
- Perdidos en el espacio — Robot
- La Letra Escarlata (miniserie de TV) — El gobernador
- Shining Time Station — Sr. Conductor (temporada 1)
- Kojak (1973-1977) — Algunos personajes
- El regreso del Super Agente 86 (1995) — Maxwell Smart (Don Adams)
- Los Intocables (1959-1963) — Algunos personajes
- Señorita Cometa (1967) — Padre, Hiroshi Ashino (Sr. Kawagoe, capítulos 1-48)
- Misión imposible (1969-1971) — Paris (Leonard Nimoy)
- Starsky y Hutch (1975-1979) — Algunos personajes
- La isla de la fantasía (1978-1984) Tatoo (Hervé Villechaize)
- Camino al Cielo (1985-1988) Algunos personajes

#### Animé
- La princesa Sally — Padre de Sally, Padre de Jenny
- Meteoro — Flash

#### Películas de animé
- Shōnen Sarutobi Sasuke — Bandido # 2
- Wanpaku Ōji no Orochi Taiji — Taro

#### Series animadas
- Los Picapiedra — Pedro Picapiedra y en ocasiones a Pablo Mármol, cuando no lo doblaba Julio Lucena.[2]
- Looney Tunes — Bugs Bunny, Pato Lucas, anuncio de apertura, lectura de títulos y varios personajes (1957-1960);[2] Narrador en el corto Mouse Mazurka (1961)
- Don Gato y su Pandilla — Benito Bodoque y Cucho
- Fender Bender 500 — Cucho
- Las aventuras de Sonic — Gallotronic
- Sonic el Erizo — Antoine (joven)
- Los Supersónicos — Henry Orbit (1962), Señor Espacial (1985-1986)
- Popeye — Popeye, en los cortos de 1936 a 1951
- Thomas y sus amigos — Thomas, Gordón, Tobi, Trevor, y el narrador de temporadas 1 y 2
- Pájaro Loco (Woody Woodpecker) — Anuncio de apertura, Pájaro Loco, varios personajes
- El gato Félix — El gato Félix
- Mr. Magoo — Mr. Magoo
- Súper Ratón — Varios personajes
- Las Urracas Parlanchinas Tuco y Tico — Varios personajes
- Tiro Loco McGraw — Pepe Trueno
- Super Fisgón y Despistado - Despistado
- Canuto y Canito — Canito
- Hanna Barbera Cartoons — Canito, Maguila Gorila y So-so / Pepe Trueno y Huckleberry Hound (cortos de 1961 y 1962)
- Los 4 Fantásticos (serie clásica) — Doctor Doom
- Batman (serie clásica) — Pingüino
- Mandibulín — Mandibulín
- Wheelie el astuto — Scrambles (1.ª voz)
- El laboratorio de Dexter — Duende Irlandés (2001)
- Las Chicas Superpoderosas — Mente Maestra (2001)
- Los Viajes de Marco Polo — Médico de Khan
- La Familia Robinson — Capitán
- Las nuevas películas de Scooby-Doo — Maxwell Smart, Lucas Addams y Pingüino
- Los Locos Addams — Lucas Addams
- Los Beatles — Ringo Starr y George Harrison, serie de dibujos animados de mediados de los años '60s
- El Monstruo Milton y el Intrepido volador — Narrador
- Misión Imposible — El Jefe
- Johnny Cypher — Rhom
- El Clan de Yogi — Canito, Cucho, Benito Bodoque
- Yogi y la búsqueda del tesoro — Canito, Cucho, Benito Bodoque
- Los pequeños Picapiedra — Voces adicionales, narrador

## Sucesores
Varios de los personajes interpretados por Arvizu en la actualidad han sido retomados por distintos actores de doblaje.
- Quintin Bulnes, Juan José Hurtado, Alfonso Obregón, Arturo Mercado, Luis Bayardo, Raúl Aldana y Luis Alfonso Mendoza: Bugs Bunny (Looney Tunes)
- Arturo Mercado: Pedro Picapiedra (Los Picapiedra)
- José María Iglesias, Antonio Passy, Víctor Manuel "El Guero" Castro, Eduardo Arozamena, Arturo Mercado, Francisco Colmenero, Sebastián Llapur, Luis Alfonso Mendoza y Victor Ugarte: Pato Lucas (Looney Tunes)
- Moisés Palacios y Adrián Fogarty: Tío Lucas (The Addams Family)
- Mauricio Pérez: Benito y Cucho (Don Gato: El inicio de la pandilla)

## Curiosidades
La frase que lo identifica, "¡Quiero mi cocol!", hace referencia a un pan dulce mexicano. En un episodio de Mis huéspedes, el Tata y la niña interpretada por Usi Velasco forcejean por el mismo pan, que es un cocol; el problema lo resuelve María Victoria, la criada, dando un manotazo al Tata y diciéndole "Déjele su cocol a la niña", a lo que el Tata respondió "Quiero mi cocol".
En 1995 participó en un promocional para la Asociación de Radio del Valle de México A.C., llamado "Historia de la radiomanía", en el que, usando su voz normal, hacía un sketch como el emperador romano Nerón, que al descubrir una radio portátil ordena incendiar Roma para celebrarlo.
En el episodio de Los Simpson "Monty Can't Buy Me Love", en la versión hispanoamericana, el señor Burns menciona que la octava maravilla del mundo fue "la maravillosa voz del tata Arvizu".